# Wolfram von Hanstein
Wolfram von Hanstein (* 25. Februar 1899 in Schöneberg; † 12. Juni 1965 in Ost-Berlin, vollständiger Name Wolfram Günther Alfred Maximilian Paul von Hanstein) war ein deutscher Verleger, Schriftsteller und Geheimagent.

## Biographie
Wolfram von Hanstein war der Sohn des Dichters, Schriftstellers und Privatdozenten Adalbert von Hanstein (1861–1904) und der Wanda Hagen (1869–1945). Als deren drittes Kind wuchs er in einem gutbürgerlichen Haus auf. Nach dem Besuch der Kadettenanstalt legte er das Fähnrichsexamen ab und wurde 1918 zum Leutnant befördert. Er nahm 1920 am Kapp-Putsch teil und war im Freikorps Reinhard aktiv. Von 1921 bis 1925 studierte er Jura und erlernte parallel dazu den Beruf eines Verlagskaufmanns. 1925 übernahm er in Leipzig den Voco-Verlag, den er einige Jahre später nach Berlin verlegte. Hanstein schrieb unter seinem Namen und mehreren Pseudonymen (Berg Berger, Hellan, Hell, Jung) Märchenbücher, Krimis und historische Romane.
In den Jahren 1922 bis 1931 wurde er wegen Steuerhinterziehung und anderer finanzieller Delikte verurteilt.
Anfang 1933 gab Hanstein eine Textsammlung verschiedener Autoren Wider den Nationalsozialismus heraus, wofür er einige Wochen in Haft verbringen musste. 1935 wurde er wegen seiner Vorstrafen vorläufig aus der Reichsschrifttumskammer ausgeschlossen, konnte jedoch weiter publizieren. Sein Buch „Der vom Gutenberg“ wurde 1940 sogar als Buchausgabe des Braunen Buch-Rings im nationalsozialistischen Zeitgeschichte-Verlag herausgegeben. Wegen „politischer Unzuverlässigkeit“ erfolgte 1941 sein endgültiger Ausschluss aus der Reichsschrifttumskammer. Dennoch konnte er als Drehbuchautor und Regisseur für Lehr- und Industriefilme arbeiten.
1944 siedelte er nach Tharandt bei Dresden über und schloss dort seine fünfte Ehe. Als die sowjetischen Truppen heranrückten, geleitete Hanstein sie durch die Minenfelder. So trug er zur Vermeidung blutiger Kampfhandlungen bei und empfahl sich damit den neuen Machthabern.
Hanstein wurde zum Mitbegründer der sächsischen CDU und des Kulturbundes. 1947 trat er in die SED ein. Der Voco-Verlag, den er nach Dresden verlegt hatte, war zu dem Zeitpunkt der einzige Privatverlag in der sowjetischen Besatzungszone, dessen Auflagenziffern mit denen der SED- und SMA-Verlage konkurrieren konnten. „Der vom Gutenberg“ war der erste reine Unterhaltungsroman, der – trotz Rohstoffknappheit und scharfer Zensur – in der sowjetischen Besatzungszone erscheinen durfte. Hanstein besaß sehr gute Beziehungen zur sowjetischen Besatzungsmacht. Seit er den sowjetischen Sicherheitsorganen Listen mit den Namen von Nationalsozialisten übergeben hatte, wurde er vom MGB (sowjetisches Ministerium für Staatssicherheit) als „geheimer Mitarbeiter“ geführt.
Immer häufiger führten ihn Reisen in die westlichen Besatzungszonen, wo er Kontakte zu SPD-Politikern suchte. Nachweislich war er dabei nachrichtendienstlich tätig. Allmählich jedoch verdächtigte ihn der sowjetische Geheimdienst des „doppelten Spiels“. Ob er wirklich ein Doppelagent war oder nur „vertrauensbildend aktiv“ wurde, ist nicht erwiesen. Jedenfalls wurde Hanstein 1951 vom sowjetischen Geheimdienst verhaftet und der Spionage für westdeutsche, französische und amerikanische Dienste bezichtigt. 1952 wurde er zum Tode verurteilt. Eine Begnadigung wurde abgelehnt. Aus politischen Erwägungen wurde das Urteil jedoch in eine langjährige Haftstrafe umgewandelt.
In Zusammenhang mit Adenauers Besuch in Moskau wurde Hanstein im Oktober 1955 als amnestierter „verurteilter Kriegsverbrecher“ in die DDR repatriiert und stieg sofort wieder ins Agentengeschäft ein, diesmal für das MfS. Ein Jahr später siedelte die Familie im Auftrag des HVA-Referatsleiters Max Heim in die Bundesrepublik über. Dort erhielt er Entschädigungen für seine Gestapohaft, für die sowjetische Haft und einen Aufbaukredit.
Standbein und Tarngeschäft wurde ihm der in Köln wiedererstandene Voco-Verlag. Trotz der Warnungen des BND gelang es ihm, Kontakte zu westdeutschen Politikern verschiedener Parteien zu knüpfen und Personen aus Politik, Wirtschaft und Gesellschaft nachrichtendienstlich „abzuschöpfen“. Er lieferte umfangreiche Informationen über die Deutsche Liga für Menschenrechte, die Vereinigung der Opfer des Stalinismus, das Kuratorium Unteilbares Deutschland, das Forschungsinstitut für Fragen der Menschenrechte und das Komitee Rettet die Freiheit. In allen Organisationen war er aktives Mitglied, in der Liga für Menschenrechte sogar stellvertretender Generalsekretär.
Am 16. Mai 1959 floh der HVA-Referatsleiter Max Heim in die Bundesrepublik. Zwei Tage später wurde Hanstein festgenommen und etwa ein Jahr später „wegen landesverräterischer Beziehungen in Tateinheit mit landesverräterischer Konspiration, staatsgefährdendem Nachrichtendienst und mit politischer Verdächtigung im besonders schwerem Fall“ zu sechs Jahren Zuchthaus und Verlust der bürgerlichen Ehrenrechte für fünf Jahre verurteilt.
Anfang 1964 wurde der Strafvollzug wegen einer schweren Erkrankung unterbrochen. Als Hanstein drei Monate später zu einer amtsärztlichen Untersuchung vorgeladen wurde, hatte er sich längst in die DDR abgesetzt. Noch bis in die 1970er Jahre war er zwecks Vollstreckung der Reststrafe von 534 Tagen zur Fahndung ausgeschrieben. Er war allerdings am 12. Juni 1965 verstorben.

## Werke (Auswahl)
- Der Gott der Sonne und der Morgenröte. 1919
- Das Geheimnis von Pontiana. Roman aus Borneo. 1930
- Der tote Mörder Kriminalroman, 1933
- Der Knabe Bibo gestohlen? Kriminalroman, 1934
- Es will dunkel werden. Roman, Voco-Verlag 1934
- Geträumtes Leben. Roman, Berlin: Voco-Verlag, 1939
- Der vom Gutenberg. Die große Liebe im 15. Jahrhundert. Roman, Berlin : Voco Verl., 1939.
- Der schwarze Berthold. Ein Erfinderschicksal, Berlin : Voco-Verl., 1941.
- Von Luther bis Hitler. Ein wichtiger Abriss deutscher Geschichte, Dresden: Voco-Verl., 1947 (Republikanische Bibliothek, 2).
- Deutschland oder deutsche Länder? Eine geschichtl. Betrachtung, o. O.: Voco-Verlag, 1947 (Republikanische Bibliothek, 3).
- Ole Bergmann Bull, der große Geiger des Nordens. Roman, 1958